# Jules Durand
Pour les articles homonymes, voir Durand.
Jules Durand, né le 6 septembre 1880 au Havre et mort le 20 février 1926 à l'asile de Sotteville-lès-Rouen, est un syndicaliste libertaire français victime en 1910 d'une grave erreur judiciaire, parfois appelée l'« affaire Dreyfus du monde ouvrier » ou l'« affaire Dreyfus du pauvre ».
Anarchiste et syndicaliste révolutionnaire, secrétaire du syndicat des charbonniers (qui déchargent et mettent en sac le charbon arrivant par bateau), il est en 1910 au port du Havre, l’un des principaux animateurs d’une grève illimitée contre l’extension du machinisme et la vie chère. Il est également un militant anti-alcool, convaincu qu'il faut prêcher par l'exemple par l'abstinence de toute consommation d'alcool.
À la suite d’une machination, il est accusé d'être le « responsable moral » de l'assassinat d'un chef d'équipe non gréviste, en réalité tué lors d'une rixe entre ivrognes. Il est condamné à mort mais grâce à une importante mobilisation, cette peine est commuée en sept années de réclusion. Gracié partiellement et libéré en février 1911, il est totalement innocenté en 1918. Mais, brisé par cette affaire, il meurt en février 1926 dans un asile psychiatrique.

## Engagement de Jules Durand

### Débuts professionnels et militants
Amené très tôt à travailler, Jules Durand commence sa vie professionnelle comme docker, puis devient, comme son père avant lui, charbonnier-journalier.
Il fréquente l’université populaire des Bourses du Travail et s'intéresse rapidement aux idées socialistes et notamment au concept de lutte des classes, grâce à ses lectures de Louise Michel, Proudhon ou Émile Pouget. Il rallie le syndicalisme révolutionnaire, aide à constituer l’union départementale des syndicats et devient secrétaire du syndicat des ouvriers charbonniers du Havre, affilié à la CGT, qu'il contribue en grande partie à renforcer. Le syndicat compte ainsi environ quatre cents adhérents en 1910. Il est également membre de la Ligue des droits de l'Homme et militant antialcoolique, ce qui le rend dangereux et suspect aux yeux de son employeur.

Ces camarades le surnommaient le « buveur d'eau ». A la veille de son procès, alors en prison, il écrit dans une lettre adressé à son père : 

« J'ai toujours dit aux ouvriers : (...) vous ne serez des bons camarades que lorsque vous ne serez plus plongés dans cet alcool qui, non seulement vous abrutit, malheureux, mais aussi ceux qui vous sont si chers : vos femmes et vos enfants »

Ce dernier avait en effet l'habitude de payer les dockers en jetons qu'ils devaient échanger auprès des tenanciers de cafés qui leur imposaient des consommations pour un minimum de 10 % avant de consentir à verser leur salaire,.

## L'affaire Durand

### Le contexte de l'affaire: la grève d'août 1910

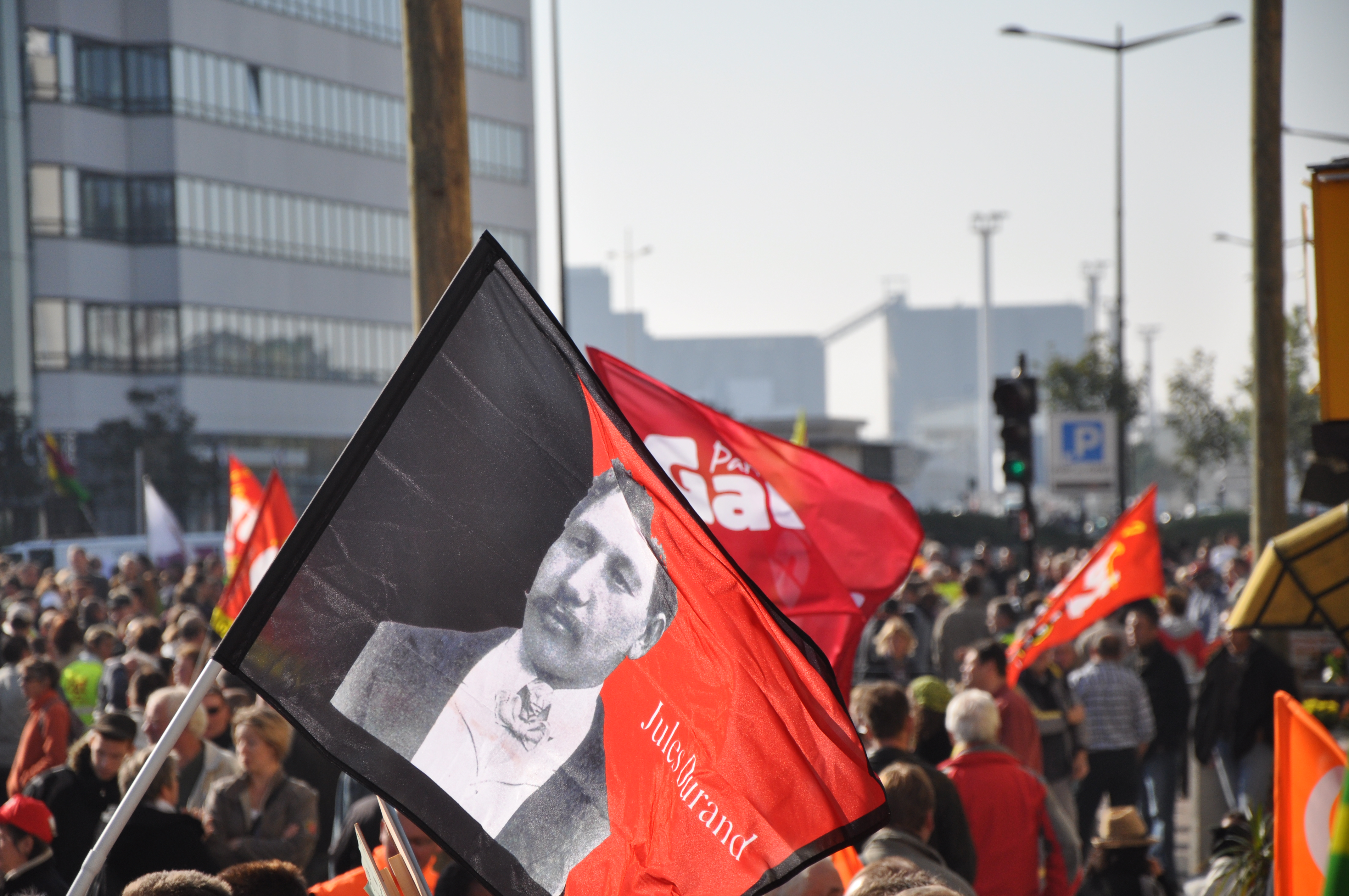
Jules Durand sur un drapeau dans une manifestation au Havre.

À la mi-août 1910, le syndicat des ouvriers charbonniers du Havre lance une grève illimitée « contre l’extension du machinisme, contre la vie chère, pour une hausse des salaires et le paiement des heures supplémentaires ». Pour combattre ce mouvement de grève, les compagnies portuaires et maritimes havraises décident d'embaucher des hommes qu'elles paient trois fois plus cher, anti-grévistes, surnommés « renards » ou « jaunes » par les ouvriers en grève.

### La mort de Louis Dongé
Le 9 septembre 1910, une rixe éclate sur le port entre, d'une part, trois ouvriers charbonniers en grève et, d'autre part, Louis Dongé, contremaître non-gréviste qui insulte les grévistes. Au cours de la rixe entre ces personnes alcoolisées, Louis Dongé sort un revolver, les trois autres se précipitent sur lui pour le désarmer et le frappent à coup de pied alors qu'il est à terre. Il meurt le lendemain à l'hôpital, succombant à une fracture à la base du crâne. Les trois charbonniers sont arrêtés et c'est le début de « l'affaire Durand » qui va faire grand bruit au début du XXe siècle lorsque le secrétaire du syndicat, connu pour ses idées anarchistes et antialcooliques, est appréhendé.

### L'arrestation de Jules Durand
Le 11 septembre 1910, Jules Durand est arrêté à son domicile par les forces de l'ordre, ainsi que les frères Boyer, occupant les fonctions de secrétaire adjoint et de trésorier au sein du syndicat. Ils sont inculpés d'« incitation et complicité de meurtre sur la personne de Louis Dongé » et incarcérés à la maison d'arrêt du Havre. Il est reproché à Jules Durand d'avoir dit lors d'un rassemblement que Louis Dongé, par ailleurs membre du syndicat, serait supprimé.

### Procès et condamnations
Le juge d'instruction chargé de l'enquête, Georges Vernys, mène son instruction criminelle à charge en moins de deux mois, Durand étant inculpé pour complicité d’assassinat, guet-apens et crime avec préméditation. Ainsi, le procès s'ouvre dès le 10 novembre 1910 à la cour d'assises de la Seine-Inférieure à Rouen. Jules Durand est défendu par René Coty, jeune avocat inexpérimenté, lui aussi havrais et futur président de la Quatrième République (1954-1959).
Jules Durand est nommément désigné par une dizaine de charbonniers non-grévistes, soudoyés par la Compagnie générale transatlantique. Ces derniers affirment que c'est le syndicat lui-même qui aurait voté l'assassinat de Louis Dongé, et que l'instigateur de ce vote était Jules Durand, secrétaire du syndicat. En revanche, le commissaire Albert-Eugène Henry, chef de la Sûreté, rédige un rapport à décharge, persuadé que Jules Durand ne saurait être le responsable de ce meurtre. Il s'appuie sur sa connaissance de Jules Durand comme étant un responsable syndical très raisonnable mais aussi et surtout sur les dires de plusieurs « taupes » présentes lors des rassemblements. La presse locale (principalement Havre-Éclair) s'empare également de l'affaire faisant de Durand un responsable, sinon un coupable du meurtre de Dongé. L'affaire change de statut : on passait de la simple rixe entre ivrognes à une mort quasi préméditée.
Le 25 novembre, le verdict du jury, « largement recruté dans la riche bourgeoisie », tombe : les frères Boyer sont acquittés, trois des quatre véritables coupables[précision nécessaire] condamnés à des peines de prison. Jules Durand, à la stupéfaction générale, est condamné pour « complicité d'assassinat » sur la personne de Louis Dongé, « en y provoquant par promesses, menaces, abus d'autorité et de pouvoir, machinations et artifices coupables », et ce sans circonstances atténuantes. Il est condamné par le président de la cour d'assises à la peine suprême, la mort. Pris d'une crise de nerfs à la fin du procès, Jules Durand commence à perdre la raison (il ira quarante jours à l'asile). Aussitôt après l'audience, les jurés réunis dans la chambre de leurs délibérations et ayant réalisé que la peine est trop lourde, signent collectivement un recours en grâce en sa faveur.

### Les suites du procès
Le jour du verdict, à 22 h, l'Union des syndicats reçoit un télégramme annonçant la condamnation à mort de Durand. C'est la révolte et la colère et, trois heures plus tard, il est décidé de mener une « campagne d’agitation et de protestations ». Le 28 novembre, une grève générale de vingt-quatre heures en soutien à Jules Durand commence qui paralyse Le Havre et dont les perturbations dureront finalement au-delà. La Ligue des droits de l'Homme dont Jules Durand est membre ainsi que le Comité de soutien créé au Havre militent sans relâche pour la révision du procès, en lançant notamment une importante campagne de presse. Jules Durand reçoit de nombreux soutiens dont ceux d'Anatole France et de Jean Jaurès. Par ailleurs, deux cents parlementaires, emmenés par Paul Meunier, signent une pétition en faveur d'une grâce présidentielle.
Devant ces réactions et ces mouvements qui gagnent en France, en Grande-Bretagne et aux États-Unis, le président de la République, Armand Fallières, ne peut rester sans réagir. Le 31 décembre 1910, il décide de gracier partiellement Durand et de commuer sa peine de mort en sept ans de réclusion criminelle. Finalement, une nouvelle demande de grâce permet à Jules Durand d'être libéré le 16 février 1911. Il est alors triomphalement accueilli au Havre par ses camarades. Cependant, la folie l'a gagné durant son séjour en prison, et il souffre désormais d'un délire de persécution. Le 30 mars 1911, il est interné à l'asile d'aliénés de Sotteville-lès-Rouen où il meurt le 20 février 1926, à l'âge de 45 ans,. Il est inhumé au cimetière Sainte-Marie du Havre.
Malgré tout, la mobilisation ne perd pas de sa force. En effet, la grâce présidentielle, surtout partielle, ne suffit pas aux soutiens de Jules Durand qui souhaitent une révision du procès afin d'obtenir l’acquittement. Un pourvoi en cassation est déposé le 16 février 1911. La cour de cassation casse le jugement de la cour d’assises le 9 août 1912, renvoyant Jules Durand à un nouveau procès. Ce dernier est rendu impossible en raison de la maladie mentale de l'accusé, constatée par des experts. Le 19 juillet 1917, les députés votent une loi de circonstance autorisant désormais la cour de cassation à statuer au fond, sans renvoi, en cas de démence de l'accusé. Ce projet de loi est déposé par Jules Siegfried, alors député du Havre. Le 15 juin 1918, Jules Durand est définitivement reconnu innocent par un arrêt de la cour de cassation. Celle-ci atteste de l'utilisation de faux témoignages, mais aucune poursuite n'est engagée contre leurs auteurs.
L'essentiel du dossier judiciaire de Jules Durand a disparu des archives départementales, de même que son dossier médical établi durant sa détention.

## Écrits de Durand
- Jean-Pierre Castelain (dir.) et Christiane Marzelier (dir.), Lettres de prison (septembre 1910 - février 1911), Paris, L'Harmattan, 2018 (ISBN 9782343150369)

## Postérité

### Dans la littérature et les arts

#### Boulevard Durand
Armand Salacrou, écrivain havrais, publie en 1960 une pièce de théâtre sur l'affaire, intitulée Boulevard Durand.
La pièce est montée en 1963 par la Comédie du Nord, sous la direction d'André Reybaz. Elle est jouée pour la première fois au Havre dans une salle de cinéma puisque le théâtre de la ville a été détruit durant les bombardements de 1944. Sont présents la fille de Jules Durand ainsi que son avocat, René Coty, alors futur président de la République[Information douteuse]. Les deux premières représentations connaissent un tel succès que quatre autres sont organisées. Le cinéma ne pouvant accueillir la pièce plus longtemps, elle est ensuite jouée dans la salle Franklin, à la Maison des syndicats du Havre.
La pièce rencontre également un grand succès dans la capitale ; les représentations font salle comble au point que des milliers de personnes ne peuvent y trouver de place. La Comédie du Nord vient jouer la pièce d'Armand Salacrou à Laval, le 9 avril 1963 devant un maigre public. Robert Bourzeix, alors directeur du théâtre (lequel était aussi un cinéma qui projetait cette semaine-là Le Glaive et la Balance d'André Cayatte) avait invité le neveu du président Coty, le docteur Roland Coty, chirurgien à la clinique Saint-François de Laval, mais ce dernier avait décliné l'invitation.
Le 25 novembre 2010, en présence de Christiane Delpech, petite-fille de Jules Durand, en association avec la Ligue des droits de l'Homme, le collectif Jules-Durand et le Théâtre de l’Éphémère, l’intersyndicale havraise CGT-CFDT-FSU-Solidaires, épaulée par le Syndicat de la magistrature et le Syndicat des avocats de France a rendu hommage à Jules Durand « dans le cadre du centenaire du verdict qui avait condamné à mort le syndicaliste révolutionnaire en 1910 ». La pièce est alors jouée une nouvelle fois au Havre.
La pièce inspire un téléfilm du même nom, réalisé par Jean-Paul Carrère. Il est diffusé le 28 juin 1974 sur la deuxième chaîne. Il est à nouveau présenté au public en salles en 2014.

### Travaux universitaires
Les travaux universitaires sur Jules Durand sont peu nombreux. Des journées d'étude peuvent néanmoins être citées :
- celle organisée à l'université du Havre par le laboratoire CIRTAI/DEES avec le concours de l'association des Amis de Jules Durand les 13 et 14 novembre 2013. Une conférence débat était organisée le 13 au soir avec le soutien de la Ligue des droits de l'Homme, intitulée « Jules Durand, vers une réhabilitation complète ? ». Le 14 avait lieu la journée d'étude proprement dite, intitulée « Jules Durand : connaissances actuelles, questions nouvelles ». Un livre intitulé Jules Durand. Un crime social et judiciaire (L'Harmattan, 2015), sous la direction de John Barzman et Jean-Pierre Castelain reprend les actes du colloque ;
- la journée d'étude organisée par des étudiants en droit de l'université du Havre, le 13 mars 2014, intitulée « L'Affaire Jules Durand et les Droits de l'homme d'hier à aujourd'hui » ;
- la journée Jules Durand des 25 et 26 novembre 2015 ayant pour thème « La situation sociale dans les ports au début du vingtième siècle », journée organisée par Idées Le Havre UMR 6266 CNRS avec la participation de l'Association des amis de Jules Durand et le soutien de la commission Recherche, de l'UFR LSH et du PRSH de l'université du Havre.

### Toponymie et commémorations

#### Au Havre
- Le 3 mai 1931, le Comité des amis de Jules Durand, les syndicats autonomes et les anarcho-syndicalistes du Havre érigent une stèle funéraire à sa mémoire dans le cimetière Sainte-Marie du Havre[16].
- Le 16 février 2011, une célébration du centième anniversaire de sa libération se tient à Rouen devant le palais de justice à l'initiative du Collectif pour la défense des libertés fondamentales[16].
- En 2012, l'association des Amis de Jules Durand est fondée par 80 adhérents (historiens, avocats, magistrats, enseignants, personnalités politiques, syndicalistes…), et présidée par l’ethnologue havrais Jean-Pierre Castelain. Elle a pour but « promouvoir toute recherche ou production de documents sur l’affaire Durand et le contexte social et économique dans lequel s’inscrit cette tragédie judiciaire »[22].
- Une plaque commémorative est apposée au Havre sur l'immeuble où il a résidé au 51, quai de la Saône, non loin de la Résidence à'docks[23].
- Le 24 novembre 2014, l'université du Havre inaugure un amphithéâtre au nom de Jules Durand.
- Le 23 juin 2016, Sandrine Dunoyer, adjointe au maire du Havre chargée de la culture, et Jean-Pierre Castelain inaugurent l'exposition « Vie et combats de Jules Durand, docker charbonnier 1880-1926 » en présence de Christiane Delpech, petite-fille de Jules Durand[24].
- Le 15 juin 2018, un siècle jour pour jour après que Jules Durand a été innocenté par la cour de cassation, le buste réalisé par le sculpteur Hervé Delamare est dévoilé par Jean-Pierre Castelain, accompagné de Johann Fortier et Jérémy Julien (secrétaire et secrétaire adjoint du syndicat des dockers)[25]. Le buste est installé sur l’ancien quai à charbon, aujourd’hui quai Colbert.

#### À Rouen
- Une plaque en hommage à Jules Durand a été inaugurée le 25 novembre 2024. Elle est située à l'angle de la place du Maréchal Foch et de la rue aux Juifs, à proximité du Palais de Justice de Rouen[26].

À Paris
- Square Jules-Durand

#### À Nantes
- Une cour de la Manufacture des tabacs porte son nom

#### À Asnières-sur-Seine
- Une avenue d'Asnières porte son nom.

#### ÀSaint-Germain-Laval(Loire)
- Une rue du bourg porte son nom[27]